# Ampelocissus muelleriana
Ampelocissus muelleriana är en vinväxtart som beskrevs av Jules Émile Planchon. Ampelocissus muelleriana ingår i släktet Ampelocissus och familjen vinväxter. Inga underarter finns listade i Catalogue of Life.